# Jordan Peterson
Jordan Bernt Peterson, född 12 juni 1962 i Edmonton i Alberta, är en kanadensisk professor emeritus i psykologi, klinisk psykolog och religionsfilosofisk författare som har skrivit populära böcker inom genren självhjälpslitteratur. Hans akademiska huvudområden är personlighetsteori, abnormal psykologi och socialpsykologi med särskilt intresse för personlighetsutveckling samt psykologi relaterat till religiösa och ideologiska övertygelser.
Peterson blev känd för allmänheten i september 2016 genom sin protest mot Bill C-16, ett kanadensiskt lagförslag mot hatbrott (hate speech) som enligt Peterson var ett försök av radikala vänsteraktivister att kringskära medborgarnas grundläggande yttrandefrihet genom att göra det olagligt att tilltala personer med pronomen som inte motsvarar deras uttalade genusuttryck. Han har också fått mycket uppmärksamhet för sin självhjälpsbok 12 livsregler.

## Biografi

### Uppväxt
Peterson växte upp i den lilla orten Fairview i Alberta i Kanada som äldst av tre barn till  läraren Walter och bibliotekarien Beverley Peterson. Hans andra förnamn är Bernt efter hans norska farfars far. Familjen hade det någorlunda bra ställt, men livet var hårt i det kalla klimatet i den lilla orten och fadern led av depression. Som 13-åring introducerades Peterson genom sin skolbibliotekarie till skrifter av bland andra George Orwell, Aldous Huxley, Aleksandr Solzjenitsyn och Ayn Rand. Under tonåren såg han ingen mening i religionen, så han vände sig till politiken och arbetade för det socialdemokratiska partiet New Democratic Party (NDP). I lokalpressen kommenterade han att han "inte skulle vara nöjd förrän han blev vald till premiärminister". Han blev emellertid besviken på rörelsen eftersom han ansåg den domineras av "den intellektuella, tweed-bärande medelklass-socialisten" vilken "inte gillade de fattiga, utan bara hatade de rika". Han lämnade partiet som 18-åring.

### Utbildning
År 1979 började Peterson studera statsvetenskap vid Grande Prairie Regional College. Han bytte senare lärosäte till University of Alberta, där han 1982 avlade en kandidatexamen (B.A.) i statsvetenskap. Efter detta tillbringade han ett år åt att resa runt i Europa. Det politiska klimatet under kalla kriget väckte hans intresse för psykologi snarare än statsvetenskap, varför han 1983 återvände till University of Alberta för att studera psykologi. Han avlade kandidatexamen (B.Sc.) i psykologi 1984. Efter grundexamen flyttade Peterson till Montréal för att bedriva forskningsstudier vid McGill University. Han handleddes av professor Robert Pihl och avlade doktorsexamen (PhD) i psykologi 1991. Han förblev vid McGill som postdoktor fram till juni 1993. Förutom att bedriva forskning arbetade han vid Douglas Mental Health University Institute.

### Karriär
I juli 1993 flyttade Peterson till Arlington i Massachusetts, där han arbetade som forskarassistent och lektor på psykologiska fakulteten vid Harvard University. Efter fem år vid Harvard återvände han 1998 till Kanada och påbörjade sin tjänst som professor vid University of Toronto där han kom att tjänstgöra fram till 2021. Han är medförfattare till fler än hundra vetenskapliga artiklar och har citerats över 16 000 gånger. Enligt Google Scholar (2021) ligger hans h-index på 55.
Under merparten av sin karriär var Peterson aktiv inom klinisk praktik och träffade 20 personer i veckan. Han hade redan sedan tidigare varit aktiv på sociala medier; men i september 2016, när han laddade upp en serie videor på YouTube, i vilka han kritiserade Bill C-16, förändrades han liv grundligt. År 2017 bestämde han sig för att lägga sin kliniska verksamhet på is och under 2018 valde han att avbryta sin universitetsundervisning tillfälligt på grund av nya projekt. Därefter har han varit aktiv på sin YouTube-kanal. I november 2023 uppgick antalet prenumeranter på JordanPetersonVideos till 7,5 miljoner och antalet sammanlagda visningar nådde över 650 miljoner.

### Privatliv
År 1989 gifte sig Peterson med Tammy Roberts, med vilken han har dottern Mikhaila och sonen Julian. Dottern döptes efter Michail Gorbatjov. Första gången Peterson träffade sin blivande fru var 1969, när hon var åtta och han var sju; de bodde tvärs över gatan från varandra i en liten ort i norra Alberta. Peterson blev morfar i augusti 2017.
Sedan 2019 säger sig Peterson hålla en sträng diet som uteslutande består av kött. Hans dotter, som är hälsobloggare, kom fram till att denna diet var hälsosam för att hantera den depression, psoriasis och druvhinneinflammation som han led av. Därefter avvek han inte från den, eftersom han påstår sig ha blivit mycket sjuk när han provade annan kost.
Peterson är också hedersmedlem i en amerikansk urbefolkningsstam, av vilken han, bland annat för sitt arbete emot nazismen och kommunismen, blivit tilldelad ett hedersnamn: Alestalagie, "Stor sökare".

#### "A year of absolute hell"
I början av 2019 fick Peterson besked om att hans fru Tammy hade drabbats av en sällsynt form av njurcancer. Läkarna gjorde bedömningen att hon förmodligen bara hade månader kvar att leva. Tammy överlevde, men Peterson var under denna tid i dåligt skick och blev förskriven såväl sömntabletter som lugnande tabletter (Bensodiazepiner). Detta händelseförlopp blev inledningen på vad som senare skulle kallas "a year of absolute hell" av dottern Mikhaila.
I mars deltog han i en debatt med den marxistiske filosofen Slavoj Žižek. Stephen Marche i The Guardian skrev att Petersons inledande resonemang var en besvikelse, även för hans följare, och menade att han tycktes vara oförberedd. Därefter var Peterson frånvarande från sociala medier.
I samband med att Peterson försökte sluta ta de lugnande tabletterna fick han även drogen ketamin förskriven. Tablettmissbruket urartade dock och han påstår sig ha haft självmordstankar.  Enligt egen utsago fick han inte den hjälp han behövde av nordamerikanska läkare, så han och dottern begav sig till Ryssland, där han blev inlagd på en avgiftningsklinik. Senare har han sagt att han inte "minns någonting från mitten av december till början av februari". På kliniken genomgick han en mycket ovanlig detox-behandling, där läkarna framkallade en medicinsk koma med hjälp av starka läkemedel. Han skrev i Bortom ordning att han var tvungen att på nytt lära sig att gå i trappor och knäppa knapparna på sina kläder efter händelsen. Därefter blev han smittad av Covid-19, något som var särskilt problematiskt eftersom han hade problem med lungorna. Under denna tid agerade också dottern språkrör för sin fader. Vissa av Petersons följare ifrågasatte under den här tiden Mikhailas intentioner och spekulerade i huruvida hon ägnade sig åt en typ av Münchhausen by proxy.

## Författarskap

### Maps of Meaning
År 1999, efter 13 års skrivande, lät Peterson publicera sitt första verk, Maps of Meaning: The Architecture of Belief, som utforskar flera akademiska fält för att beskriva strukturen på trossystem och myter (och deras roll för känsloreglering), meningsskapande samt motivation för folkmord. Peterson "försökte inte författa en akademisk bok" utan han "försökte lösa ett problem: Konfronterad med möjligheten att bli Auschwitz-vakt, hur kan man skydda sig själv från att säga ja? Vilket var 1900-talets fundamentala fråga".
Boken är påverkad såväl av evolutionspsykologi som av djuppsykologen Carl Gustav Jungs arketypiska syn på det kollektiva omedvetna. Boken innehåller teorier om religion, Gud samt vår moderna kulturs ursprung. Framställningen är eklektisk och Peterson hämtar inspiration från en rad olika framstående personer inom olika ämnesområden, däribland Dante Alighieri, Hannah Arendt, Fjodor Dostojevskij, Johann Wolfgang von Goethe, Bröderna Grimm, Stephen Hawking, Lao Zi, John Milton, Friedrich Nietzsche, Jean Piaget, B.F. Skinner, Aleksandr Solzjenitsyn, Voltaire och Ludwig Wittgenstein.

### 12 Rules for Life

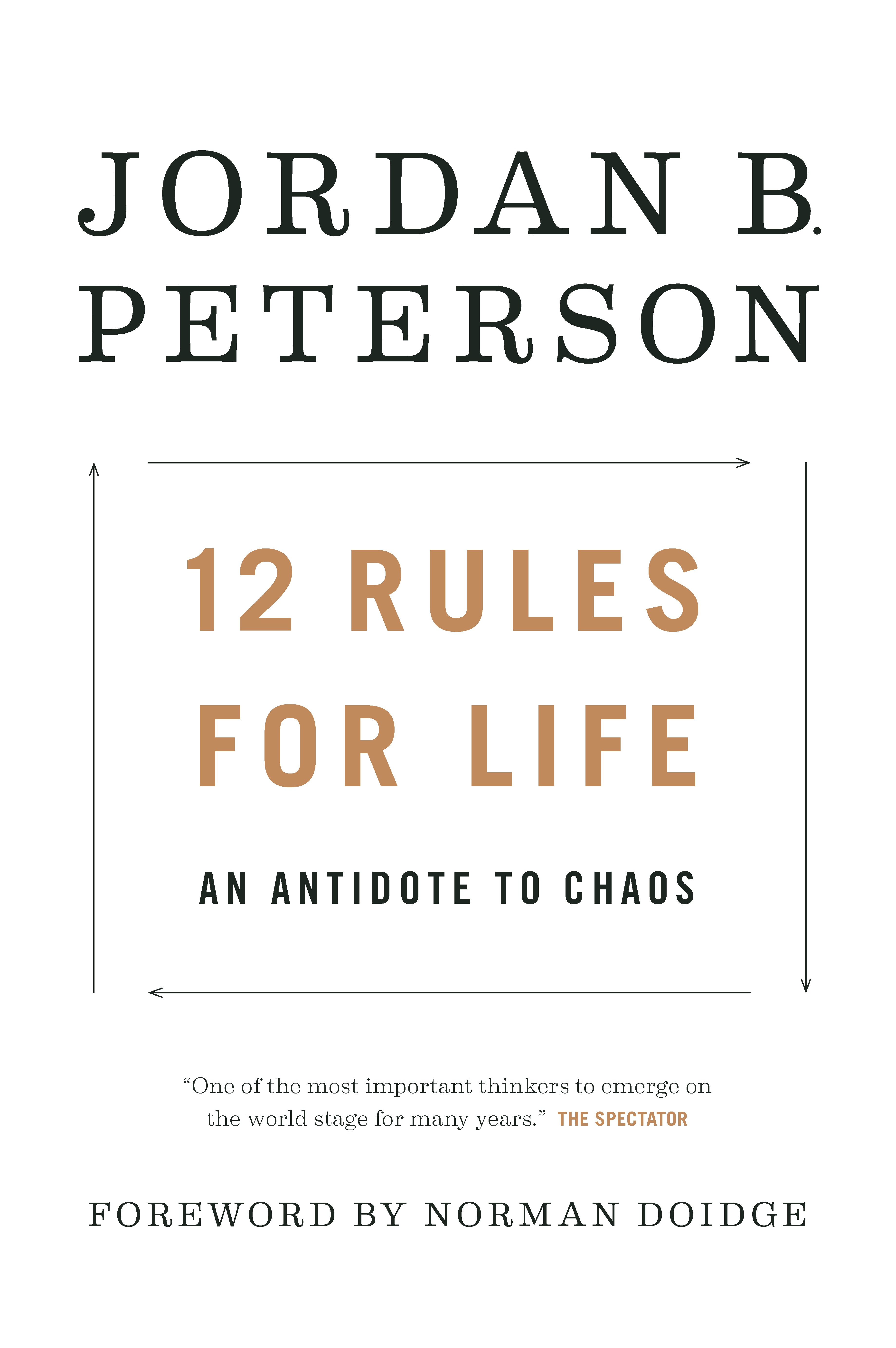
Omslaget till 12 Rules for Life.

Petersons andra bok 12 Rules for Life: An Antidote to Chaos (på svenska 12 livsregler: ett motgift mot kaos) publicerades i januari 2018 och innehåller etiska levnadsregler, som är förmedlade i mera tillgänglig stil i jämförelse med Maps of Meaning. Bokagenten Sally Harding föreslog för Peterson att skriva en bok om livsregler, något Peterson tidigare också skrivit en lista om på hemsidan Quora. Det inledande kapitlet driver tesen att hierarkier är naturliga i såväl samhälle som djurrike, där han använder humrar som exempel. Reglerna står formulerade imperativt med kapitelrubriker som "Behandla dig själv som en person du är ansvarig för att hjälpa" och "Uttryck dig med precision". Ett genomgående drag är att den varvar vetenskap med religion samt populärkultur med finkultur.
För att marknadsföra sin bok åkte Peterson på världsturné. På Amazon blev boken den i USA och Kanada nummer ett bästsäljande, i Storbritannien nummer fyra. Inom loppet av ett år hade den sålts i två miljoner exemplar över hela världen.
Boken blev även populär i Sverige. Den engelska versionen kom inom kort att placera sig högt upp på de inhemska nätbokshandlarnas försäljningslistor. Den 28 maj, ungefär fyra månader efter verket hade publicerats, utgav bokförlaget Mondial en svensk översättning, för vilken Helena Sjöstrand Svenn, Anna Olsson och Ulrika Junker Miranda svarade.

### Beyond Order
Petersons tredje bok, Beyond Order: 12 More Rules for Life, publicerades i mars 2021 som uppföljare till den föregående boken. Även denna bok utgavs på svenska av Mondial, med Öyvind Vågen som översättare.

## Politiska ställningstaganden

### Bill C-16

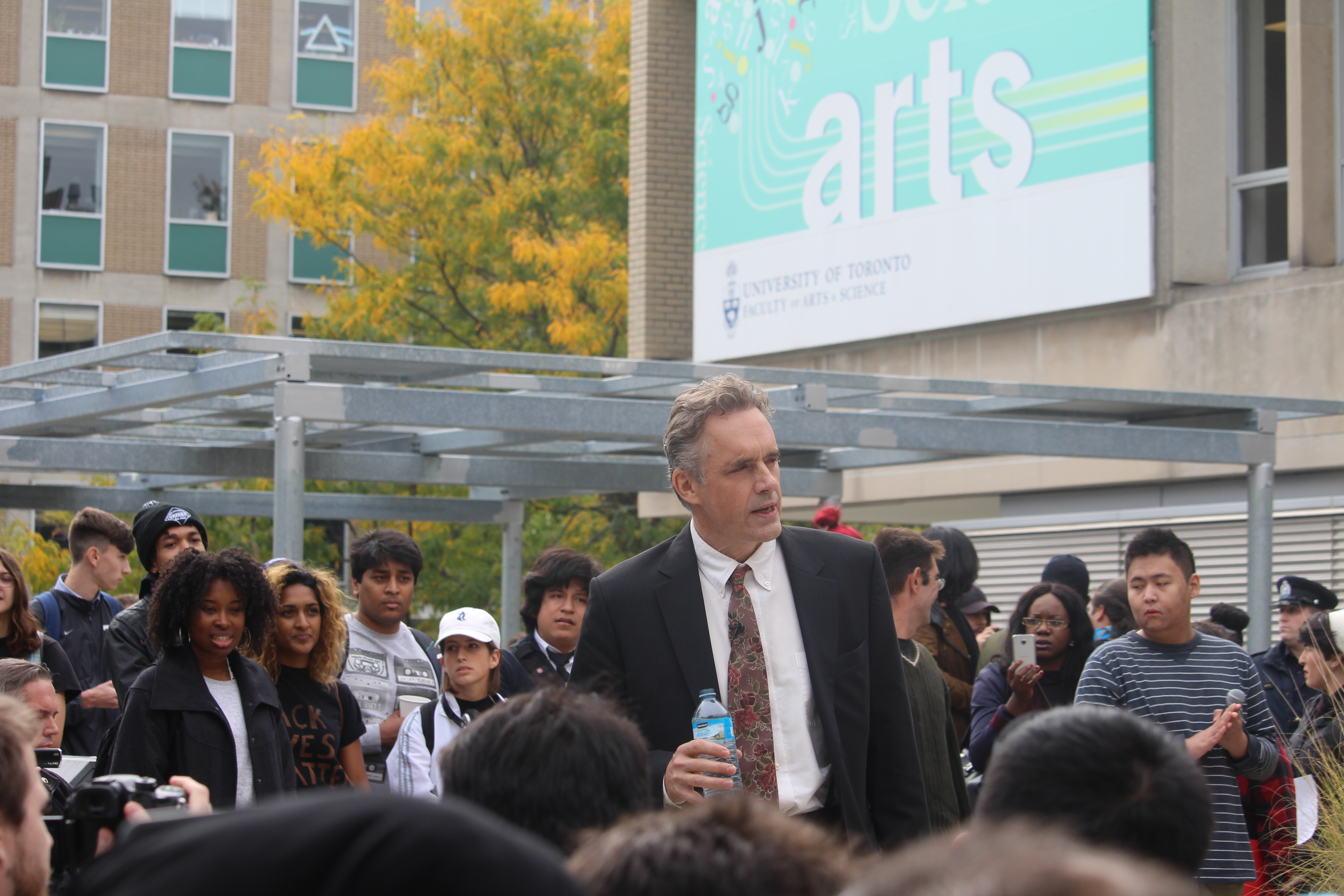
Peterson talar vid ett möte om yttrandefriheten i oktober 2016.

I september 2016 publicerade Peterson en serie videoklipp på YouTube, i vilka han kritiserade politisk korrekthet och den kanadensiska regeringens Bill C-16, ett lagförslag ämnat att skydda genusuttryck från hatbrott (hate speech). Denna lag – hävdade han bestämt – innebär ett försök att kringskära medborgarnas grundläggande yttrandefrihet genom att göra det olagligt att tilltala personer med pronomen som inte motsvarar deras uttalade genusuttryck. Vissa juridiska experter har dock hävdat att det vore osannolikt att någon i praktiken skulle fällas i domstol för en sådan handling. Som följd av Petersons ställningstagande uppstod våldsamma protester på universitetsområdet när han återvände för att hålla ett tal i oktober, och kontroversen drog till sig internationell uppmärksamhet i media.
Vissa har tolkat Petersons ställningstagande som att han förbehållslöst motsätter sig själva idén av att någonsin använda det specifika pronomen, som en student begär honom att använda om vederbörande. I själva verket – hävdar Peterson – skulle hans beslut "bero på hur de frågade [honom]". "Kunde jag känna på mig", fortsätter han, "att de är förbittrade och lättretliga, eller att deras begäran hade politiska motiv, då skulle jag antagligen säga nej", men "hade jag kunnat ha en konversation med dem […] skulle vi antagligen kunna möta varandra på lika villkor".
Tidningen National Post utgav an op-ed av Peterson, i vilken han utarbetade sin protest mot lagförslaget och förklarade varför han offentligt opponerade sig mot det:
| ”                                         | Jag har studerat auktoritarianism på höger–vänster-skalan i 35 år. Jag skrev en bok inom ämnet, Maps of Meaning: The Architecture of Belief, vilken utforskar hur ideologier kapar språk och tro. Som resultat av mina studier har jag kommit fram till slutsatsen att marxismen är en mordisk ideologi. Jag anser att dess utövare på våra nutida universitet borde skämmas över att de fortsätter att verka för sådana illvilliga, ohållbara och inhumana idéer, och för att de indoktrinerar sina studenter med dessa föreställningar. Jag kommer därför inte att ta dessa marxistiska ord i min mun. Det skulle göra mig till en marionettdocka för den radikala vänstern, och det kommer inte att ske. Punkt. | „ |
| – Jordan B. Peterson i National Post 2016 | |   |

### Politisk korrekthet
Petersons kritik mot politisk korrekthet berör ämnen såsom postmodernism, postmodern feminism, "white privilege" och "kulturell appropriering". I en egen studie om relationen mellan politiska åsikter och personlighet konkluderades att det finns två slags politisk korrekthet: PK-egalitarism och PK-auktoritarianism, av vilka den senare manifesterar "offence sensitivity" (lättkränkthet). Den första representeras av en grupp klassiska liberaler, den senare av socialliberaler eller så kallade Social Justice Warriors ("sociala rättvisekrigare") som "vapeniserar medlidande". Studien fann också signifikant överlappning mellan PK-auktoritära och höger-auktoritära.

### Identitetspolitik
Peterson har betonat att staten bör sluta finansiera fakulteter och kurser han beskriver som nymarxistiska, och han tillråder studenter att undvika discipliner som "kvinnostudier, etniska studier och rasbaserade studier" samt andra ämnesområden han anser är ideologiskt "korrumperade" såsom sociologi, antropologi och engelska ("English studies"). Dessa fält, hävdar han, ger sken av att bedriva akademisk undersökning, medan de i själva verket sprider ovetenskapliga metoder, falska expertgranskningar för akademiska tidskrifter, publikationer som inte citeras, sektliknande beteenden, "safe-spaces" och vänsterradikal politisk aktivism för studenter. Peterson har föreslagit att starta en hemsida som använder AI för att identifiera och ådagalägga mängden "ideologisering" i specifika kurser – en idé som han i november 2017 meddelade att han hade lagt på is, därför att "den alltför mycket kunde förvärra den nuvarande polariseringen".
Peterson har kritiserat användandet av termen white privilege ("vitt privilegium"). Han fastslår: "Att bli anklagad för vitt privilegium, identifierad med en särskild ras och därefter drabbas av konsekvenserna av denna ras existens och dess hypotetiska brott, och liknande saker, det måste få ett slut. [Det är] ytterst rasistiskt." Som svar på protesterna i Charlottesville 2017 kritiserade han högerextremismens användande av identitetspolitik och sade att "de kaukasiska folken inte borde återgå till vit identitetspolitik. Det är en dålig idé, det är en farlig idé, och det sker snabbt nu, och jag gillar inte att se det". Han menade också att idén om gruppidentitet är "allvarligt patologisk … klandervärd … folkmordisk" och att "den kommer att störta vår civilisation om vi jagar efter den". Peterson har också varit bemärkt i debatten om kulturell appropriering, ett kulturvetenskapligt koncept han hävdar orsakar självcensur inom samhället och journalistiken.

### Klimatförändringar
Peterson betvivlar den vetenskapliga konsensusen angående klimatförändringen och har framfört att han är "mycket skeptisk till de modeller som används för att förutsäga klimateffekter". "Man kan inte lita på dessa data", säger han, "eftersom det är alltför mycket ideologi inblandat." Klimatforskare har anklagat Peterson för att blanda ihop väderprognoser och klimatmodeller. Peterson har också hävdat att ökning av koldioxid har gjort världen grönare och ökat skördeavkastningen med 15%.

### Kritik från Margot Wallström
I oktober och november 2018 var Peterson på besök i Sverige: han intervjuades i Skavlan på SVT och höll två föreläsningar i Stockholm. Under ett panelsamtal i Stockholm i november 2018 kritiserade utrikesminister Margot Wallström honom som person på ett nedlåtande sätt, dock utan att specificera kritiken. "Jag förstår inte varför människor lägger så mycket tid på den mannen", sade Wallström, samt "Jag tycker att han skulle kunna ta och krypa tillbaka under den sten han kom ifrån." I en intervju, hållen av svenska tidskriften Kvartal, riposterade Peterson med följande utläggning:
| ” | Om hon hade gjort mer än att bara läsa åsikterna från ideologiskt besatta journalister och vad de återger, så hade hon kanske kommit på andra tankar. Jag bjöd in henne till en av mina föreläsningar, så att hon kunde komma och lyssna själv och bilda sig en egen uppfattning; men som jag förstår det, så kom hon inte. Hon kanske hade något bättre att göra, vilket definitivt är en möjlighet, men jag ser inga bevis på att hon vet något alls om vad hon pratade om. Och jag skulle också föreslå att någon i hennes position, med den auktoriteten och det anseendet, är något mer försiktig med att så lättsinnigt förolämpa människor som hon inte vet något om. | „ |

## Livssyn

### Politisk filosofi

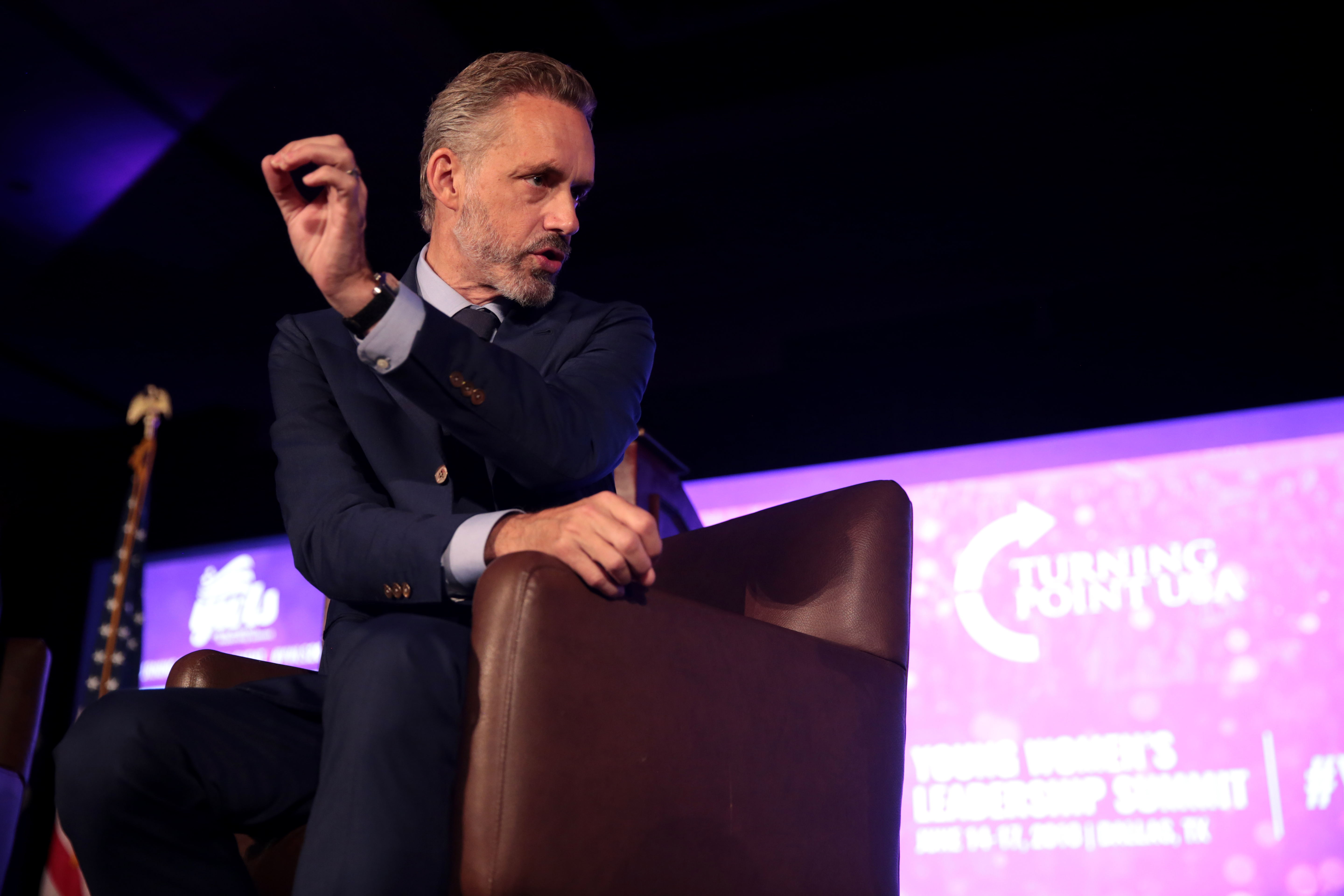
Peterson talar vid Young Women's Leadership Summit, som hölls av den konservativa organisationen Turning Point USA i Dallas i juni 2018.

Politiskt har han beskrivit sig själv som klassisk brittisk liberal och alltså inte "liberal" i den beteckning som ordet har kommit att åsyfta i den anglosaxiska världen, där det i stället rör sig om en socialliberal riktning.
Han har framhållit att han vanligen misstages för att vara höger. Han stöder vissa progressiva program såsom allmän sjuk- och hälsovård, fördelningspolitik och drogliberalism.
I vissa frågor är han dock konservativ och han har samverkat med konservativa aktivistorganisationer såsom Turning Point USA. År 2023 utgav han också ett konservativt manifest.

### Religionsfilosofi
Filosofiskt betraktar han sig som pragmatist och skiljer mellan "bokstavliga" sanningar, så som de finns registrerade inom vetenskapen, och "metaforiska" sanningar, vilka kommer till uttryck i religion och mytologi. I en intervju från 2017 identifierade han sig som kristen, men 2018 gjorde han det inte. Han betonade att hans egen kristna uppfattning antagligen skiljer sig från den gängse och framhöll att en kristens etiska ansvar ligger i att efterfölja Kristus, vilket för honom betyder att "du måste ta ansvar för det onda i världen som om du själv frambringat det […], att förstå att du själv bestämmer riktningen som världen tar, vare sig det är mot himlen eller helvetet". På frågan om han tror på Gud svarade han: "Jag tror att det korrekta svaret på den frågan är Nej, men jag är rädd att Han kanske existerar."
Peterson hävdade, i en diskussion med den ateistiske aktivisten Matt Dillahunty från 2018, att alla konstnärer och poeter handlar som om Gud finns, även om de inte är medvetna om det: “There are artists and poets who only think they’re godless.” Peterson framhöll också att människor som äter psykedeliska svampar och har mystiska erfarenheter i samband med detta vanligen överger dåliga vanor såsom rökning: vilket skulle indikera att mystiska erfarenheter kan peka på (men inte direkt vara bevis för) Guds existens. Vidare argumenterade han för att välmående ("well-being") inte kan vara grunden för en fungerande moral; att den kräver någonting djupare, beständigare och mera meningsfullt.
Den brittiske författaren Tim Lott skrev i en artikel i The Spectator att Peterson dels hämtar inspiration från Jungs religionsfilosofi, dels hyser åsikter som påminner om Søren Kierkegaards och Paul Tillichs kristna existentialism. Lott sade även att Peterson har respekt för daoismen, eftersom den ser naturen som en metafysisk kamp mellan ordning och kaos och postulerar att livet vore meningslöst utan denna dualitet.

## Utmärkelser
- Drottning Elizabeth II:s platinajubileumsmedalj, för hans "värdefulla bidrag till provinsen [Alberta]".[97]

### Böcker
- 1999 –  Maps of Meaning: The Architecture of Belief. London: Routledge. Libris 8287422. ISBN 0-415-92221-6
- 2018 –  12 Rules for Life: An Antidote to Chaos. Toronto, Ont.: Random House Canada. Libris 22272136. ISBN 9780345816023
  -  12 livsregler: ett motgift mot kaos. Översättning: Helena Sjöstrand Svenn, Anna Olsson & Ulrika Junker Miranda. Stockholm: Mondial. 2018. Libris 22427307. ISBN 9789188671479
- 2018 – Fry, Stephen; Peterson, Jordan; Dyson, Michael Eric; Goldberg, Michelle (1 november) (på Engelska). Political Correctness Gone Mad?. Oneworld Publications. ISBN 9781786076045. Läst 5 november 2018
- 2021 –  (på engelska) Beyond Order: 12 More Rules for Life. [New York, New York]: Penguin. Libris 4hmhvt6g2k2cprcn. ISBN 9780593084649
  - 2021 – Bortom ordning: 12 nya livsregler. Stockholm: Mondial. Libris länk. ISBN 9789189061415.